# André Ascensio
André Ascensio (Orano, 4 giugno 1938 – Cesson-Sévigné, 23 settembre 2017) è stato un calciatore francese, di ruolo centrocampista.

## Carriera
Ha vestito le maglie di Rennes e Lorient, vincendo una Coppa di Francia coi primi.

## Palmarès
- Coppa di Francia: 1

Rennes: 1964-1965